# Silver Strikers Ladies Football Club
Maillots
Le Silver Ladies FC est un club féminin de football malawite basé à Lilongwe. C'est la section féminine des Silver Strikers depuis qu'ils ont repris la licence du DD Sunshine en 2023.

## Histoire
Le club est fondé sous le nom de DD Sunshine, d'après les initiales de son fondateur, David Dube. En 2020, il est repris par l'internationale malawite Tabitha Chawinga.
Le DD Sunshine remporte le championnat en 2020.
Alors que le club était qualifié pour la première édition de la Ligue des champions du COSAFA en 2021, il ne participe finalement pas.
En 2022, après six ans de domination sur le football féminin malawite, le DD Sunshine perd la finale du championnat face au Blantyre Zero (3-1).
En 2023, les Silver Strikers reprennent le club pour en faire leur section féminine.

## Anciennes joueuses notables
- Tabitha Chawinga
- Temwa Chawinga